# Bahrajn na Mistrzostwach Świata w Lekkoatletyce 2011
Bahrajn na Mistrzostwach Świata w Lekkoatletyce 2011 – reprezentacja Bahrajnu podczas czempionatu w Daegu liczyła 11 zawodników.

## Występy reprezentantów Bahrajnu

### Mężczyźni

#### Konkurencje biegowe
| Konkurencja     | Zawodnik            | Runda 1  | Runda 1 | Półfinał | Półfinał | Finał    | Finał   |
| Konkurencja     | Zawodnik            | Rezultat | Pozycja | Rezultat | Pozycja  | Rezultat | Pozycja |
| --------------- | ------------------- | -------- | ------- | -------- | -------- | -------- | ------- |
| Bieg na 1500 m  | Yusuf Saad Kamel    | 3:40,27  | 13 Q    | 3:47,18  | 13       | NQ       | NQ      |
| Bieg na 5000 m  | Bilisuma Shugi      |          |         | 13:35,86 | 7 q      | 13:27,67 | 8       |
| Bieg na 5000 m  | Dejene Regassa      |          |         | 13:56,83 | 27       | NQ       | NQ      |
| Bieg na 10000 m | Ali Hasan Mahbood   |          |         |          |          | -        | DNF     |
| Maraton         | Khalid Kamal Yaseen |          |         |          |          | -        | DNF     |

### Kobiety

#### Konkurencje biegowe
| Konkurencja     | Zawodnik           | Runda 1  | Runda 1 | Półfinał | Półfinał | Finał    | Finał   |
| Konkurencja     | Zawodnik           | Rezultat | Pozycja | Rezultat | Pozycja  | Rezultat | Pozycja |
| --------------- | ------------------ | -------- | ------- | -------- | -------- | -------- | ------- |
| Bieg na 1500 m  | Mimi Belete        | 4:13,50  | 24 Q    | 4:08,42  | 7 q      | 4:07,60  | 7       |
| Bieg na 1500 m  | Maryam Yusuf Jamal | 4:07,04  | 1 Q     | 4:08,96  | 13 Q     | 4:22,67  | 12      |
| Bieg na 1500 m  | Genzeb Shumi       | 4:12,32  | 20      | NQ       | NQ       | NQ       | NQ      |
| Bieg na 5000 m  | Tejitu Daba        |          |         | 15:33,67 | 9 Q      | 15:14,62 | 9       |
| Bieg na 10000 m | Shitaye Eshete     |          |         |          |          | 31:21,57 | 6       |
| Maraton         | Lishan Dula        |          |         |          |          | 2:33:47  | 20      |